# Вастоджирарди
Вастоджирарди (итал. Vastogirardi) — коммуна в Италии, располагается в регионе Молизе, в провинции Изерния.
Население составляет 798 человек (2008 г.), плотность населения составляет 13 чел./км². Занимает площадь 60 км². Почтовый индекс — 86089. Телефонный код — 0865.
Покровителем коммуны почитается святитель Николай Мирликийский, празднование 2 июля.

## Демография
Динамика населения:

## Администрация коммуны
- Официальный сайт: http://www.comune.vastogirardi.is.it/